# ロシア語会話
ロシア語会話（ロシアごかいわ）は、NHK教育テレビジョンで放送されたロシア語の語学番組である。

## 概要
1973年度初め、即ち1973年4月に『ロシア語講座 ГОВОРИТЕ ПО-РУССКИ』としてNHK教育テレビで放送が開始された。また1976年度に、ラジオ講座のタイトルが、それまでの『ロシア語入門』から『ロシア語講座』に変更されたため、以降テレビ講座の放送用テキスト(日本放送出版協会・刊)の表紙のタイトルは、常に『NHKテレビ ロシア語講座』と「テレビ」の文字を省かずに印刷されるようになった。放送開始6年目にあたる1978年度(同年4月)から、サブタイトルが変更され『ロシア語講座 АБВ』となった。1990年度(同年4月)より、テレビ講座は『ロシア語講座』から『ロシア語会話』へと番組名が変更された。
1989年4月から9月までの「NHKテレビ　ロシア語講座АБВ」の放送の講師は、徳永晴美、Мシードロヴァ、Иエルミーロヴァである（教育テレビ、火・金 7時～7時半）。
2004年、『アラビア語会話』を定番化するにあたり、その放送枠を捻出するため放送期間が1年から半年に短縮され、さらに翌2005年度上半期以降は、新作の放送が隔年となる事態にまでなった。
2007年度に2年ぶりに新作が放送されたが、他のテレビ講座は2008年度から『テレビで○○語（ハングル講座）』と改題される中、ロシア語とアラビア語のみ、再放送ということで従来通りのタイトルとなった。
2008年度下期は更に、『テレビでアラビア語』のスタートにより、放送時間が変更された。
2009年9月25日で終了した。2009年9月30日からは、他のNHKのTV語学番組同様、『テレビでロシア語』として一新された。
更に2017年10月から『ロシアゴスキー』に引き継がれたが、2022年3月に『アラビーヤ・シャベリーヤ!』共々終了した。これに伴い、約半世紀近くに渡るロシア語講座のテレビ放映に終止符が打たれた。以降はラジオ講座のみとなっている。

## 放送時間

### 2008年度下期・2009年度上期
- 金曜日 5:35～6:00
概要に記したとおり、2007年度上半期に放送したものを再放送。
  - 2009年1月2日の再放送は、年末年始特別編成のため、休止になる。
  - 2009年5月8日の放送は、アンコール編成のため、2009年5月1日と同じ内容のものが放送される。
  - 2009年8月14日の放送は、アンコール編成のため、2009年8月7日と同じ内容のものが放送される。

### 2007年度・2008年度上期
- 水曜日 0:00～0:25（火曜日深夜）
2007年度は本放送、2008年度は再放送。
- 木曜日 6:00～6:25
  - 2007年度は再放送、2008年度は再々放送。本放送では先に放送されている『テレビでイタリア語』、『テレビでハングル講座』より先に再放送された。
  - 2008年8月13日の本放送は、『テレビで中国語セレクション』が放送されたため休止。
  - 2008年度下期は、この枠で『テレビでアラビア語』を放送。

### 2006年度
- 再放送　金曜日 5:30～5:55
概要に記したとおり、2006年度は2005年度上期に放送したものを繰り返し流した。

### 2005年度
- 本放送　火曜日 0:15～0:40
- 再放送　金曜日 5:30～5:55

### 2003,4年度
- 本放送　火曜日 0:30～1:00
- 再放送　土曜日 6:00～6:30

### 2002年度
- 本放送　火曜日 6:40～7:10
- 再放送　金曜日 15:00～15:30

### 2000年度
- 本放送　日曜日 16:00～16:30
- 再放送　金曜日 15:00～15:30

### 1999,2001年度
- 本放送　金曜日 15:00～15:30
- 再放送　日曜日 6:40～7:10

### 1998年度
- 本放送　火曜日 6:40～7:10
- 再放送　金曜日 0:30～1:00

### 1997年度
- 本放送　火曜日 7:20～7:40
- 再放送　水曜日 6:40～6:59
  - 金曜日と日曜日に前年度の再放送があった

### 1995,6年度
- 本放送　火曜日 7:20～7:40
- 再放送　水曜日 6:40～6:59
  - 金曜日と土曜日に前年度の再放送があった

### 1993,4年度
- 本放送　火曜日 7:20～7:40
- 再放送　木曜日 19:00～19:20
  - 金曜日と土曜日に前年度の再放送があった

### 1991,2年度
- 本放送　火曜日 7:20～7:40
- 再放送　水曜日 22:20～22:40
  - 金曜日と土曜日に前年度の再放送があった

### 1990年度
- 本放送　火曜日 7:00～7:30　　金曜日 7:00～7:30
- 再放送　水曜日 22:00～22:30　土曜日 18:00～18:30

## 各年度の内容

### 2007年度・2008年度・2009年度上期

#### 出演
講師
沼野恭子
ネイティブゲスト
- アナトーリ・クラスノフ
- アナスタシヤ・ボルドゥィレヴァ
- ヴィクトル・ニジェリスコイ（中級者向け・前半3か月）
- ロディオン・モイセーエフ（中級者向け・後半3か月）

生徒
小林恵美
ロシア人を曾祖母に持つことから起用された。
リポーター
ナターシャ
ナレーション
- 古賀慶太
- エカテリーナ

#### テーマ曲
くまんばちの飛行
ヘヴィメタルバージョン、アコーディオンバージョンなど、毎回演奏者・楽器が異なる。

#### 概要
このシリーズは観光に特化した内容になっている。ナターシャがモスクワの生活・文化についてリポートする。全編にわたってロシアの文化を紹介しているため、独立した文化コーナーが後半に設けられておらず他の外国語講座とは編成が異なる。前半部分は初級、後半部分は中級者向けの内容になっている。

### 2005年度・2006年度

#### 出演
講師
金田一真澄（慶應義塾大学理工学部教授・外国語研究センター所長。日本の言語学の大家・金田一家の血を引く。2003年度から）
生徒
長田佳世（バレリーナ）
ネイティブゲスト
- オクサーナ・ピスクノーヴァ（Оксана Пискунова　通訳者・ロシア語講師。2001・2002年度も担当）
- ミハイル・モズジェチコフ（Михаил Мозжечков　エンジニア）

VTR出演
上世博及（かみぜ・ひろちか。俳優。2003年度は特別リポーター）

#### どすこい!リポート
リポーターはロシア出身の兄弟力士。
- 露鵬幸生
- 白露山佑太

月1回の放送で、武道有段者のミハイル・モズジェチコフが聞き手を務めた。露鵬は大嶽部屋、白露山は北の湖部屋（初回放送当時は二十山部屋）の所属であったが、2008年9月に一連の角界大麻騒動で解雇された。このためこのバージョンの番組は完全にお蔵入りとなった。

#### 講座内容
| [icon] | この節の加筆が望まれています。 |

| [icon] | この節の加筆が望まれています。 |

| [icon] | この節の加筆が望まれています。 |

| [icon] | この節の加筆が望まれています。 |

## 過去の出演者

### 講師
- 黒田龍之助（2001・2002年度）
- 亀山郁夫（2000年度まで。現：東京外国語大学学長）
- 米原万里（1997年度・1998年度下期）
- 徳永晴美（1988年度・1989年度）
- 水野忠夫（1987年度）
- 宇多文雄（1975～1977年度・1982～1984年度）
- 江川卓 (ロシア文学者)（1974年度）
- 新田実（1973年度）

### ネイティブゲスト
- エレーナ・ラソヒナ（2004年度。ウクライナ人。放送当時、横浜市国際理解教室講師だった）
- アンナ・ベズグラヤ（2003年度。現在オーストラリア在住）
- イリヤ・マーニン（2002年度）
- デニース・セマギン（2001年度）
- アリーナ・ソコロヴァ（1998年度〜2000年度）
- アレクセイ・ラフーボ（1982年度〜1997年度）
- ローザ姉川（1988年度。在日ロシア人）
- ヴァレーリヤ・リーシスカヤ（1988年度。モスクワ国営テレビアナウンサー）

### 生徒
- ダニエル・カール（2004年度。米国人タレント）
- さとう珠緒（2004年度。タレント）
- 金田美香（2003年度。タレント）
- ただすけ（2003年度。作曲家、鍵盤楽器演奏者。番組の音楽担当も兼任）
- あんじ（2002年度）
- 塩田貞治（2001年度）
- しまおまほ（2000年度上期）

### エンディング音楽歌唱
エカテリーナ（2004年度。歌手）